# A Pastoriza
Pastoriza là một đô thị ở tỉnh Lugo ở Galicia. Đô thị này thuộc comarca la Terra Chá.
Dân số năm 2003: 3.911 người theo kết quả điều tra của INE.

## Parroquia
| - A Aguarda (San Martiño) - Álvare (Santa María) - Baltar (San Pedro Fiz) - Bretoña (Santa María) - Cadavedo (San Bartolomeu) - Crecente (O Salvador) - Fomiñá (O Salvador) - Gueimonde (San Mamede) - Lagoa (San Xoán) - Loboso (Santo André) | - Pastoriza (O Salvador) - Pousada (Santa Catarina) - A Regueira (San Vicente) - Reigosa (Santiago) - Saldanxe (San Miguel) - San Cosme de Piñeiro (San Cosme) - San Martiño de Corvelle (San Martiño) - Úbeda (San Xoán) - Vián (Santa María) |